# Coleophora aphrocrossa
Coleophora aphrocrossa é uma espécie de mariposa do gênero Coleophora pertencente à família Coleophoridae.